# سامبا سو
سامبا سو (بالفرنسية: Samba Sow)‏ (مواليد 29 أبريل 1989 في باماكو - مالي) لاعب كرة قدم مالي يلعب حاليا لصالح نادي الدرجة الأولى لنس الفرنسي منذ 2006 في مركز الوسط المحوري .

## روابط خارجية
- سامبا سو على موقع الاتحاد الأوربي (الإنجليزية)
- سامبا سو على موقع اتحاد تركيا (لاعب) (الإنجليزية)
- سامبا سو على موقع قاعدة بيانات كرة القدم.إي يو (الإنجليزية)
- سامبا سو على موقع ناشيونال فوتبول تيمز (الإنجليزية)
- سامبا سو على موقع Soccerbase.com (لاعب) (الإنجليزية)
- سامبا سو على موقع Soccerway.com (الإنجليزية)
- سامبا سو على موقع عالم كرة القدم.نت (الإنجليزية)
- سامبا سو على موقع كووورة